# Giuseppe Giunta
Giuseppe Giunta (ur. 12 stycznia 1973) – włoski zapaśnik w stylu klasycznym. Dwukrotny olimpijczyk. Trzynasty w Atlancie 1996 w wadze 100 kg i siódmy w Sydney 2000 w kategorii 130 kg.
Czwarte miejsce w mistrzostwach świata w 1999; szósty w 1995 i siódmy w 2002. Brązowy medal w mistrzostwach Europy w 1999. Srebro na igrzyskach śródziemnomorskich w 1997 i brąz w 1993. Trzeci na igrzyskach wojskowych w 1995. Mistrz świata juniorów w 1991 roku.